# Nicolas de Fer
Nicolas de Fer (Parigi, 1646 – Parigi, 1720) è stato un cartografo, geografo e incisore francese.

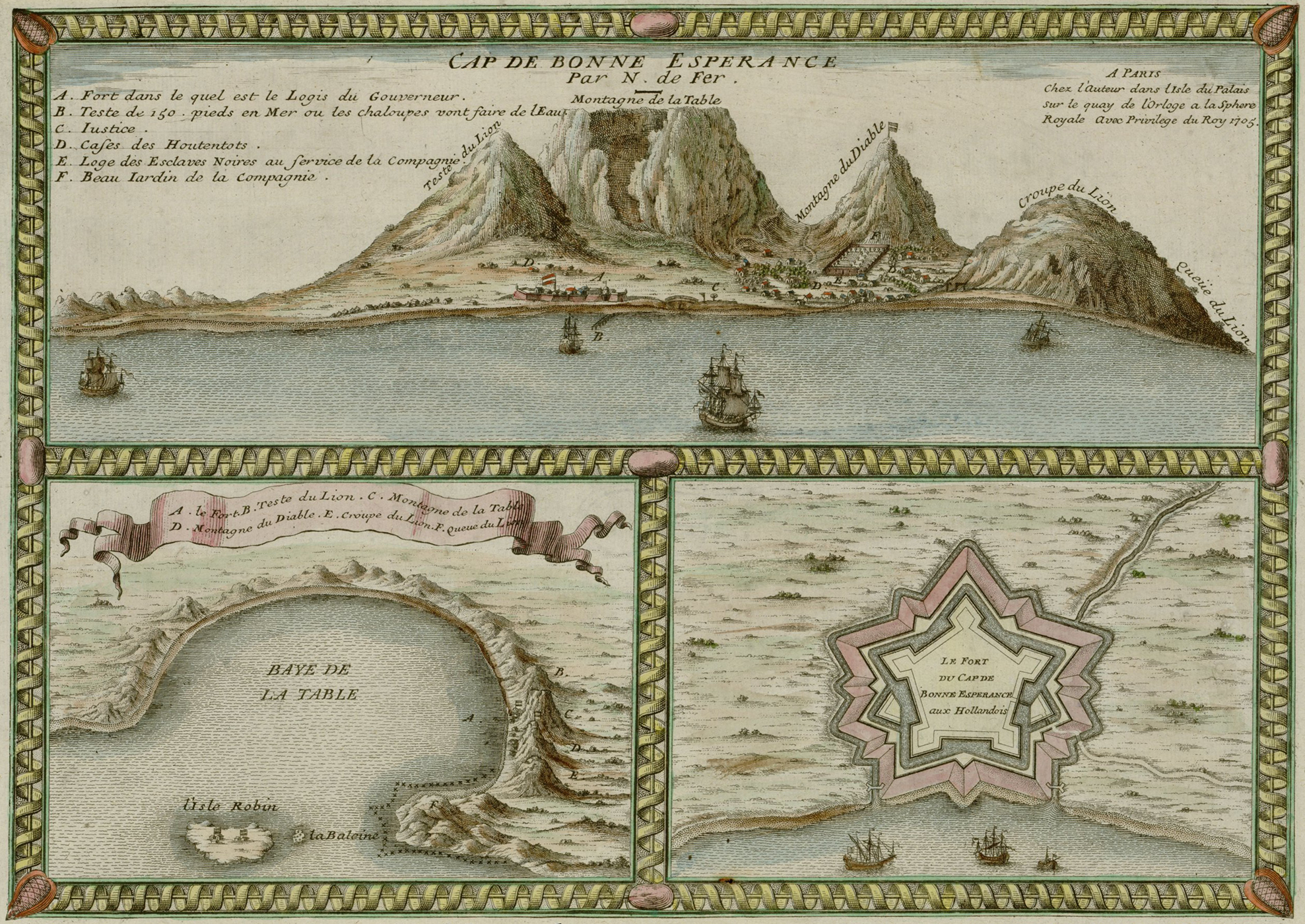
Cap de bonne esperance di Nicolas de Fer

Ereditata l'attività dal padre Antoine de Fer, Nicolas fu un cartografo molto prolifico, infatti pubblico' 600 tra mappe e atlanti, apprezzati più per le qualità decorative che per l'accuratezza geografica. Nondimeno, la sua reputazione crebbè a tal punto che divento' geografo reale. Nicolas de Fer in particolare pubblico' mappe tra cui spicca quella della Francia politica, amministrativa, clericale, geografica, ecc ecc, ma tra i suoi principali lavori spicca Atlas Curieux où le Monde représenté dans les cartes générales et particulières du Ciel et de la Terre  che è una delle sue prime opere del 1700.  Nel 1716-1717, Nicolas de Fer ha tutte le sue opere in un libro in due parti: la prima, datata 1705, chiamato Atlas Curieux. In questo atlante de Fer pubblico' diverse mappe delle Americhe e Caraibi tra cui le isole d'America, note come i Caraibi, l'Isola di S. Domingo o lo spagnolo, l'isola di Giamaica, isola di Martinica. Fra i suoi lavori ricordiamo diversi atlanti: France Triomphante del 1693, Forces de L'Europe 1696, Atlas Curieux 1705, Atlas Royal, dans l'Isle du Palais sur le Quay de l'Orloge a la Sphere royale, Introduction de la Fortification 1693.

## Opere principali
- Les Côtes de France édité à partir de 1690

- La France Triomphante Sous le Règne de Louis le Grand édité à partir de 169

- Atlas Royal édité à partir de 1695 et éditions multiples entre 1699 et 1702

- Petit et Nouveau Atlas édité à partir de 1697

- Atlas Curieux édité à partir de 1700 et multiples rééditions jusqu'en 1717

- Atlas ou recueil de cartes géographiques dressées sur les nouvelles observations édité à partir de 1709 puis de nombreuses fois réédité par la suite.